# Duncan Laurence
Duncan Laurence, właśc. Duncan de Moor (ur. 11 kwietnia 1994 w Spijkenisse) – holenderski piosenkarz i autor tekstów.
Półfinalista piątej edycji programu The Voice of Holland (2014). Zwycięzca Konkursu Piosenki Eurowizji 2019.

## Życiorys
Ukończył naukę na Wydziale Wokalnym Akademii Rockowej w Tilburg. Przed rozpoczęciem profesjonalnej kariery muzycznej mieszkał m.in. w Londynie i Sztokholmie, gdzie tworzył teksty piosenek dla innych wykonawców. W wieku 16 lat zwyciężył w konkursie talentów w rodzinnym mieście. W 2014 brał udział w przesłuchaniach do piątej edycji programu RTL 4 The Voice of Holland. Po tzw. przesłuchaniach w ciemno dołączył do drużyny prowadzonej przez Ilse DeLange,  odpadł w odcinku półfinałowym.
W maju 2019, reprezentując Holandię z utworem „Arcade”, zwyciężył w finale 64. Konkursu Piosenki Eurowizji w Tel Awiwie. Przed konkursem był jednym z głównych faworytów do zwycięstwa oraz został wyróżniony Nagrodą Dziennikarzy im. Marcela Bezençona. 10 czerwca wystąpił na ogólnoholenderskim festiwalu Pinkpop. Jesienią 2019 odbył trasę koncertową obejmującą występy w 11 miastach Holandii oraz 13 krajach Europy, m.in. w Polsce. W 2020 wystąpił w koncercie Światło dla Europy w Hilversum oraz jako gość muzyczny podczas finału 18. Konkursu Piosenki Eurowizji dla Dzieci w Warszawie. W 2022 był jednym z trenerów w szóstej edycji programu The Voice Kids Belgium; jego podopieczna Karista zwyciężyła w finale talent show. W tym samym roku wydał singiel „Electric Life”, którym zapowiedział swój nowy album, a także nagrał piosenkę „WDIA (Would Do It Again)” z Rosą Linn. Współtworzył utwór „Burning Daylight”, z którym Mia Nicolai i Dion Cooper w maju 2023 reprezentowali Holandię w 67. Konkursie Piosenki Eurowizji. Poza tym wystąpił jako gość muzyczny w finale Eurowizji 2023, w którym wykonał cover utworu „You'll Never Walk Alone”. 22 września 2023 wydał album pt. Skyboy, który promował również singlami: „I Want It All”, „Skyboy”, „Anything” i „Rest in Peace”.

## Życie prywatne
W dzieciństwie zmagał się z nadwagą, przez co był prześladowany w szkole.

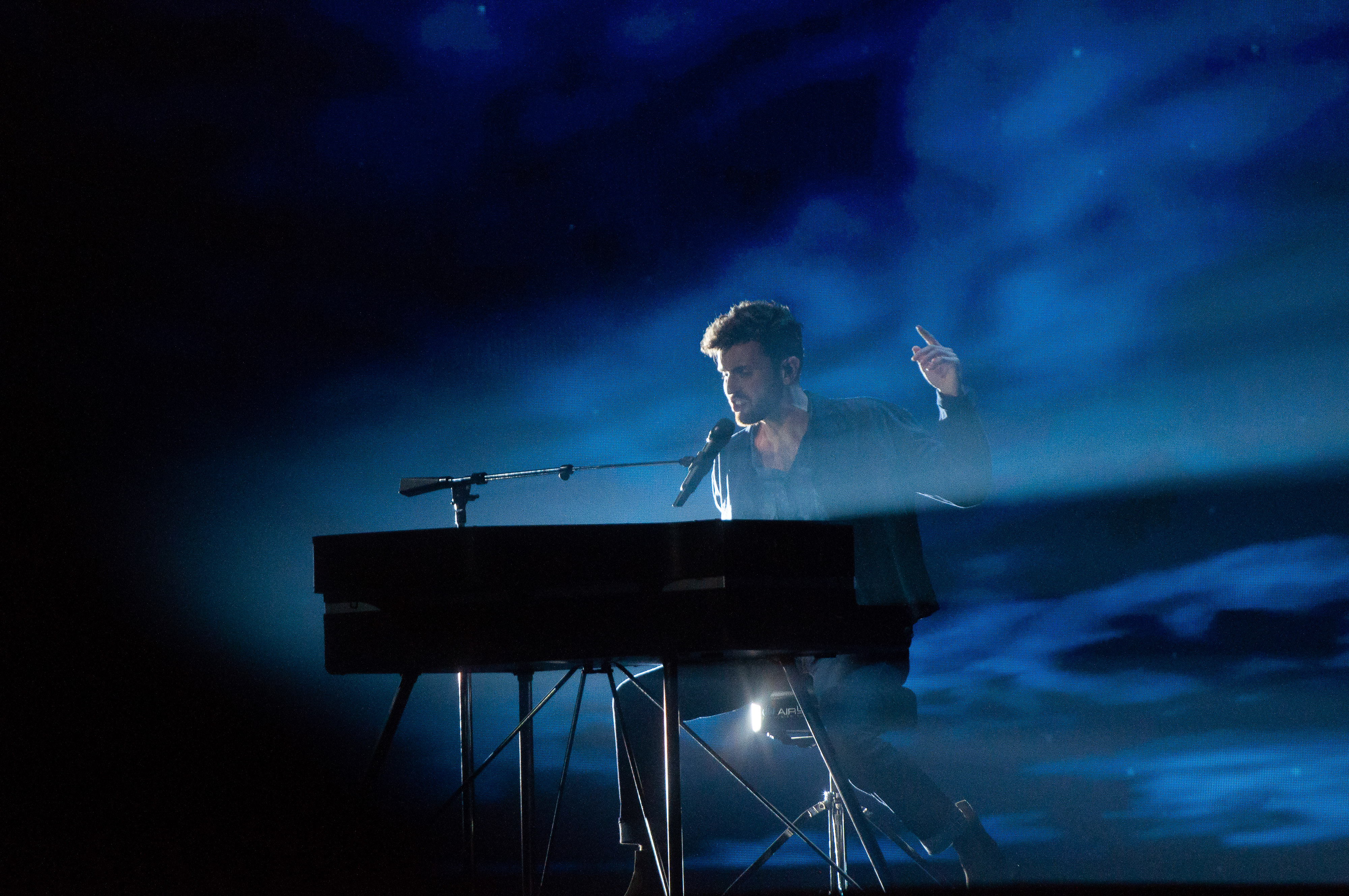
Laurence podczas 64. Konkursu Piosenki Eurowizji] (2019)

W 2018 ujawnił się publicznie jako osoba biseksualna. Na konferencji prasowej po wygraniu 64. Konkursu Piosenki Eurowizji w maju 2019 powiedział: Jestem kimś więcej niż tylko artystą. Jestem człowiekiem, jestem biseksualistą, jestem muzykiem. Jestem dumny z tego, że mogłem pokazać, kim jestem. W czerwcu 2019 w wywiadzie dla serwisu Plejada.pl potwierdził, że jest w związku z mężczyzną. We wrześniu potwierdził, że rozstał się z partnerem, którym był Gerco Derksen. 5 października 2020 potwierdził zaręczyny z tekściarzem Jordanem Garfieldem, a 21 sierpnia 2023 poinformował o ślubie z partnerem.

## Dyskografia

### Albumy studyjne
| Rok  | Dane dot. albumu                                                                                               | Najwyższa pozycja na liście | Najwyższa pozycja na liście | Certyfikat             |
| Rok  | Dane dot. albumu                                                                                               | NLD                         | BEL (FL)                    | Certyfikat             |
| ---- | --- | --------------------------- | --------------------------- | ---------------------- |
| 2020 | Small Town Boy - Wydany: 13 listopada 2020 - Wytwórnia: Spark - Format: CD, vinyl, digital download, streaming | 6                           | 94                          | - NLD: platynowa płyta |

### Minialbumy
| Rok  | Tytuł                                                                                          | Najwyższa pozycja na liście | Najwyższa pozycja na liście |
| Rok  | Tytuł                                                                                          | NLD                         | USA Heat.                   |
| ---- | ---------------------------------------------------------------------------------------------- | --------------------------- | --------------------------- |
| 2020 | Worlds on Fire - Wydany: 13 maja 2020 - Wytwórnia: Spark - Format: digital download, streaming | 60                          | 13                          |

### Single
| Rok                                                      | Tytuł                                    | Najwyższa pozycja na liście | Najwyższa pozycja na liście | Najwyższa pozycja na liście | Najwyższa pozycja na liście | Najwyższa pozycja na liście | Najwyższa pozycja na liście | Najwyższa pozycja na liście | Najwyższa pozycja na liście | Najwyższa pozycja na liście | Najwyższa pozycja na liście | Najwyższa pozycja na liście | Najwyższa pozycja na liście | Najwyższa pozycja na liście | Najwyższa pozycja na liście | Najwyższa pozycja na liście | Certyfikat | Album                       |
| Rok                                                      | Tytuł                                    | NLD                         | AUT                         | BEL (Fl)                    | BEL (Wa)                    | DEN                         | EST                         | GRE                         | IRE                         | ICE                         | GER                         | NOR                         | SCO                         | SWI                         | SWE                         | UK                          | Certyfikat | Album                       |
| -------------------------------------------------------- | ---------------------------------------- | --------------------------- | --------------------------- | --------------------------- | --------------------------- | --------------------------- | --------------------------- | --------------------------- | --------------------------- | --------------------------- | --------------------------- | --------------------------- | --------------------------- | --------------------------- | --------------------------- | --------------------------- | --- | --------------------------- |
| 2019                                                     | „Arcade”                                 | 1                           | 22                          | 2                           | 31                          | 23                          | 1                           | 5                           | 26                          | 1                           | 26                          | 10                          | 24                          | 6                           | 6                           | 29                          | - NLD: 4× platynowa płyta - BEL: platynowa płyta - NOR: złota płyta - POL: diamentowa płyta - SWE: złota płyta | Small Town Boy              |
| 2019                                                     | „Love Don’t Hate It”                     | 41                          | –                           | 53                          | –                           | –                           | –                           | –                           | –                           | –                           | –                           | –                           | –                           | –                           | –                           | –                           | - NLD: złota płyta                                                                                             | Small Town Boy              |
| 2020                                                     | „Someone Else”                           | 72                          | –                           | 86                          | 93                          | –                           | –                           | –                           | –                           | –                           | –                           | –                           | –                           | –                           | –                           | –                           | – | Small Town Boy              |
| 2020                                                     | „Last Night”                             | –                           | –                           | –                           | –                           | –                           | –                           | –                           | –                           | –                           | –                           | –                           | –                           | –                           | –                           | –                           | – | Small Town Boy              |
| 2020                                                     | „Feel Something” (oraz Armin van Buuren) | 85                          | –                           | 78                          | –                           | –                           | –                           | –                           | –                           | –                           | –                           | –                           | –                           | –                           | –                           | –                           | – | Small Town Boy              |
| 2021                                                     | „Stars”                                  | 86                          | –                           | –                           | –                           | –                           | –                           | –                           | –                           | –                           | –                           | –                           | –                           | –                           | –                           | –                           | – | Small Town Boy              |
| 2021                                                     | „Back to Back” (oraz Wrabel)             | –                           | –                           | –                           | –                           | –                           | –                           | –                           | –                           | –                           | –                           | –                           | –                           | –                           | –                           | –                           | – | These Words Are All for You |
| 2021                                                     | „Wishes Come True”                       | –                           | –                           | –                           | –                           | –                           | –                           | –                           | –                           | –                           | –                           | –                           | –                           | –                           | –                           | –                           | – | –                           |
| 2022                                                     | „Take My Breath Away”                    | –                           | –                           | –                           | –                           | –                           | –                           | –                           | –                           | –                           | –                           | –                           | –                           | –                           | –                           | –                           | – | –                           |
| 2022                                                     | „Electric Life”                          | 79                          | –                           | –                           | –                           | –                           | –                           | –                           | –                           | –                           | –                           | –                           | –                           | –                           | –                           | –                           | – | –                           |
| „–” oznacza, że singel nie był notowany na danej liście. |                                          |                             |                             |                             |                             |                             |                             |                             |                             |                             |                             |                             |                             |                             |                             |                             | |                             |